# Тысячелетие (Секретные материалы)
«Тысячелетие» (англ. «Millenium») — 4-й эпизод 7-го сезона сериала «Секретные материалы». Премьера состоялась 28 ноября 1999 года на телеканале FOX. Эпизод принадлежит к типу «монстр недели» и никак не связан с основной «мифологией сериала», заданной в первой серии. Эпизод является кроссовером с сериалом Тысячелетие, также созданному Крисом Картером.
Режиссёр — Томас Дж. Райт, авторы сценария — Винс Гиллиган и Фрэнк Спотниц, приглашённые звёзды — Митч Пиледжи, Лэнс Хенриксен, Холмс Осборн, Бриттани Типледи, Колби Френч, Октавия Спенсер, Мэрилин Макинтайр и Дик Кларк в роли самого себя.
В США серия получила рейтинг домохозяйств Нильсена, равный 9,1, который означает, что в день выхода серию посмотрели 15,09 миллиона человек.
Главные герои серии — Фокс Малдер (Дэвид Духовны) и Дана Скалли (Джиллиан Андерсон), агенты ФБР, расследующие сложно поддающиеся научному объяснению преступления, называемые Секретными материалами.

## Сюжет
В данном эпизоде Малдер и Скалли сталкиваются с Группой Тысячелетия, тайным обществом, верящим, что апокалипсис произойдет на новый 2000-й год, и для этого воскрешающим мертвецов. Для раскрытия этого дела они обращаются к следователю ФБР Фрэнку Блэку (Лэнс Хенриксен), человеку, имевшему дело с данной организацией.

## Телесериал
Данный эпизод был снят после телесериала «Тысячелетие». В сериале фигурируют те же герои и общая сюжетная линия.